# Ochotona macrotis
La pica de orejas largas (Ochotona macrotis) es una especie de mamífero de la familia Ochotonidae.
Desde 1921 se le consideró el mamífero viviendo a mayor altura a partir de su registro a 6130 m s.n.m. en las laderas de los Himalayas durante una expedición al Everest. En 2022 se confirmó que las poblaciones del ratón orejudo amarillento (Phyllotis vaccarum) podían vivir hasta los 6739 m s.n.m. en las laderas del volcán Llullaillaco.

## Distribución geográfica
Se encuentra en Afganistán, en zonas montañosas de China, en el norte de la India, sureste de Kazajistán,  este de Kirguistán, y en Nepal, Pakistán y Tayikistán.